# Carnapauxis
Carnapauxis é uma festa carnavalesca de rua anual ou uma micareta, que ocorre no município de Óbidos, no oeste do estado brasileiro do Pará, realizado desde 1996 de 27 de fevereiro a 5 de março, formado por blocos oficiais com suas especificidades, contudo mantendo os símbolos da micareta o "Mascarado Fobó" e as músicas escritas em marchinhas.
O Mascarado Fobó  é uma das heranças da colonização portuguesa, no período em que o folguedo carnavalesco Entrudo ocorriam entre as famílias. Sendo o mascarado um boneco grande formado por uma indumentária composta por: capacete colorido, máscara artesanal, bexiga de boi, dominó (roupa tipo macacão floral) e a maisena, elemento essencial da diversão usada na "batalha do pó", que acontece entre os brincantes dos blocos.
O Carnapauxis no inicio do ano, precisamente no fim do Réveillon, dando assim o primeiro grito oficial do carnaval. A partir daí, todas as segundas desfila pelas ruas da cidade à véspera do carnaval oficial que começa na Quarta, um dos maiores blocos alternativos da Amazônia, denominado Bloco Pai da Pinga.
Em 2019, a sede da Secretaria Municipal de Cultura e Turismo de Óbidos, denominado Casa da Cultura (antigo Quartel General Gurjão), iniciou no dia 8 de fevereiro a apresentação do projeto “Stands dos Blocos do Carnapauxis”, contando a história das associações culturais e carnavalescas participantes do Carnapauxis, marcando oficialmente o início da micareta, com apresentações dos quesitos: rainhas, porta estandarte, temas e, músicas dos bloco deste ano.
Em 2008 a manifestação popular histórica-cultural Carnapauxis ganhou, via lei nº 7 225 de 2008, sancionada pela governadora Ana Júlia Carepa, o status de Patrimônio Cultural e Artístico do Pará.
Os desfiles oficiais ocorrem na praça Sesquicentenário e espaço carnavalesco Fobódromo (antigo Estádio General Rêgo Barros). O Carnapauxis também estende-se, com apresentações no meio rural do município.

## Etimologia
O termo Carnapauxis é uma amálgama da palavras "carnaval" com "pauxis". Com origem nos primeiros habitantes de Óbidos, os índios Pauxis. Que no século XVIII foi transformada na Missão dos Pauxis, liderado pelos jesuítas.

## História
O carnaval de Óbidos, que ocorre no período de 27 de fevereiro a 5 de março, foi herança deixada pelos colonizadores portugueses, no século passado, onde as famílias antigas da cidade realizavam a brincadeira famíliar “entrudos” – batalha entre famílias munidas de fuligem de panela, farinha de trigo e tinta para “atacar” os transeuntes - que durou até 1918 quando foi substituída pelas festas carnavalescas, momento em que apareceram os grandes bailes e os blocos. O primeiro, chamado de “Os espanadores”, era formado só por militares. Havia também os cordões carnavalescos e os mascarados que se fantasiavam para falar mal dos políticos e pessoas importantes da cidade.
No final da década de 70, o carnaval de Óbidos dessapareceu devido uma crise político-econômica. Ficando adormecido por quase vinte anos, quando em 1997 a tradição do povo obidense ressurgiu.
«HISTÓRICO DO CARMAPAUXIS»

## Blocos que fizeram parte
Os Blocos do Carnapauxis são:
BLOCOS OFICIAIS
- «Bloco Vai ou Raxa»
- «Bloco Mirim Unidos do Umarizal»
- «Bloco Serra da Escama»
- «Bloco Águia Negra»
- «Bloco Xupa Osso»
- «Bloco Unidos do Morro»
- «Bloco das Virgens»

BLOCOS ALTERNATIVOS
- Bloco Pai da Pinga;
- Bloco do Tinga (extinto);
- Bloco Tubo e Conexões (extinto);
- Bloco Pau-te-Acha;
- Bloco dos Alhos (extinto);
- Bloco Cabeça do Padre (extinto);
- Bloco do Dedão;
- Bloco do Flamengo;